# Pachydissus elegans
Pachydissus elegans är en skalbaggsart som beskrevs av Anton Franz Nonfried 1895. Pachydissus elegans ingår i släktet Pachydissus och familjen långhorningar. Inga underarter finns listade i Catalogue of Life.